# Sziléziai német nyelv
A sziléziai német nyelv más néven alsó-sziléziai német (saját nevén Schläsche Sproache, németül: Schlesische Sprache, csehül: Slezská němčina, lengyelül: Dialekt śląski języka niemieckiego, sziléziai nyelven: Ślůnsko mjymjecko godka) a német nyelv Alsó-Sziléziában használatos változata, amelyet ma Lengyelországban, Németországban és Csehországban is beszélnek. Dialektusainak nagy része kis híján kihalt, különösen a második világháború utáni kitelepítések pecsételték meg sorsukat.
A sziléziai németben erőteljes a nyugati szláv nyelvek, így a lengyel, a cseh és kis részben a sziléziai hatása. A német nyelv ezen változata a keleti középnémet nyelvek közé sorolandó.
A sziléziai németek és a lengyelek között még ma is sok ellentét van, elsősorban a világháborúból származó konfliktusok miatt. Ez az ellentét rossz hatással lehet a sziléziai német fennmaradására.
A sziléziai németeknek akár az írott németet, akár saját nyelvüket tilos volt használni, bár a kommunizmus bukása óta a feszültségek enyhültek, de a sziléziai német használati jogát a lengyel állam továbbra sem ismeri el.
Jelenleg Wikipédiát próbálnak tesztelni sziléziai német nyelven.

## Fordítás
- Ez a szócikk részben vagy egészben  a   Silesian German című angol Wikipédia-szócikk fordításán alapul.  Az eredeti cikk szerkesztőit annak laptörténete sorolja fel. Ez a jelzés csupán a megfogalmazás eredetét és a szerzői jogokat jelzi, nem szolgál a cikkben szereplő információk forrásmegjelöléseként.